# Rolandas Pavilionis
Rolandas Pavilionis (ur. 3 lipca 1944 w Szawlach, zm. 10 maja 2006 w Wilnie) – litewski lingwista, logik, nauczyciel akademicki i polityk, profesor, rektor Uniwersytetu Wileńskiego, poseł na Sejm i do Parlamentu Europejskiego.

## Życiorys
W 1968 ukończył studia z zakresu filologii i literaturoznawstwa na Uniwersytecie Wileńskim. W 1978 na jednym z paryskich uniwersytetów uzyskał doktorat z logiki i semantyki. Przez wiele lat zawodowo związany z macierzystą uczelnią, od 1982 na stanowisku profesora. Od 1989 był prorektorem, a w latach 1990–2000 rektorem Uniwersytetu Wileńskiego. W wyborach w 1997 ubiegał się o urząd prezydenta Litwy (otrzymał 0,7% głosów).
W 2000 został wybrany do Sejmu Republiki Litewskiej z ramienia Nowego Związku. W 2004 przystąpił do Partii Liberalno-Demokratycznej Rolandasa Paksasa. W wyborach w tym samym roku uzyskał mandat posła do Parlamentu Europejskiego. Zasiadał w grupie Unii na rzecz Europy Narodów (jako jej wiceprzewodniczący) oraz w Komisji Kultury i Edukacji. W tym samym roku został wybrany do Sejmu, pozostał jednak w PE. Zmarł dwa lata później.
Był mężem Mariji Aušrinė Pavilionienė oraz ojcem Žygimantasa Pavilionisa.
W 1999 został odznaczony Krzyżem Oficerskim Orderu Zasługi Rzeczypospolitej Polskiej.